# Las dos señoras Nahasapeemapetilon
Las dos señoras Nahasapeemapetilon, titulado The Two Mrs. Nahasapeemapetilons en la versión original, es el séptimo episodio de la novena temporada de la serie animada estadounidense Los Simpson, estrenado originalmente el 16 de noviembre de 1997. Fue escrito por Richard Appel y dirigido por Steven Dean Moore. En el episodio, Apu se casa con Manjula, en una boda tradicional hindú.

## Sinopsis
Durante una "subasta de solteros" a beneficio del Departamento de Bomberos de la ciudad, todos los hombres ofrecidos son rechazados, por lo que no se recauda dinero. En un momento, Marge le avisa a Krusty, anfitrión de la subasta, que Apu también es soltero, y al escucharlo hablar sobre sí mismo cinco mujeres juntan dinero para "comprarlo" y salir con él. Una mañana, mientras lee las cartas que le han enviado las cinco mujeres, Apu descubre una carta de su madre, que contiene una flor de loto, y la reconoce como la señal de que su matrimonio arreglado está por celebrarse. Al verlo asustado ante la perspectiva de abandonar su relajada vida de soltero, Homer le sugiere que le diga a su madre que ya está casado. Cuando la madre de Apu llega a visitar a su hijo para conocer a su nuera, Homer le pide a Marge que simule ser la esposa de Apu por unos días, ante lo cual Marge acepta a regañadientes. 
Lamentablemente, la madre de Apu se siente muy disgustada ante la situación, creyendo que su hijo deshonró a su familia y su cultura, mientras que Homer, para ayudar a mantener la mentira de Apu, se hospeda en el Asilo de Ancianos donde su padre vive, disfrutando de todas las atenciones que se le brindan, hasta que finalmente la farsa es descubierta y Apu le confiesa a su madre que le mintió porque no quiere casarse. No obstante, los preparativos para la boda son puestos en marcha, y cuando llega el día de la ceremonia, un apesadumbrado Apu se sorprende al ver que Manjula, su prometida (a quien vuelve a ver después de muchos años), se ha convertido en una hermosa e inteligente mujer, y queda enamorado al instante dejando de lado todos sus temores y casándose con ella.

## Producción

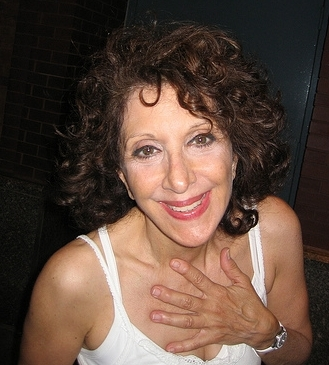
Andrea Martin realizó el doblaje de la madre de Apu.

El escritor Richard Appel planeó la idea de "The Two Mrs. Nahasapeemapetilons" varios años antes de que se emitiese la novena temporada, pero el argumento no era apropiado para ese momento. A Mike Scully le gustó la idea, por lo que decidió usarla en su primera temporada como productor ejecutivo. La historia secundaria de Homer en el Asilo de Ancianos era una idea que Scully había tenido hace mucho tiempo. Como no se podía hacer un episodio cuyo argumento estuviese basado en esa idea, fue incluido en este capítulo.
La subasta de solteros sólo fue creada para hacer evidente que Apu era el mejor soltero de Springfield, y Appel dijo que la escena en sí misma muestra que todos los otros hombres de la ciudad son básicamente perdedores comparados con Apu. La escena fue hecha para comenzar el episodio, y Scully dijo que le gustaría que todos los episodios comenzaran con una secuencia de ese estilo. La escena en la que Apu tiene diferentes cortes de cabello, originalmente incluía tres estilos más, pero fue cortada por falta de tiempo. El momento en el que la madre de Apu resbala y cae al suelo, un gag que fue muy bien recibido por el elenco, fue inspirada por un incidente similar, cuando Moore vio a un hombre caerse de una manera exactamente igual. El gag sólo fue incluido para darles más tiempo a Homer y a Apu de planear una mentira. Antes de la boda, Bart hace un "fuego sagrado", alimentándolo con páginas de un libro de himnos. Originalmente usaba páginas de la Biblia, pero antes de que se animase la escena Scully dijo que el gag era "horrible" y decidió cambiar el título a "Himnos".
Andrea Martin personificó a la madre de Apu, grabando su parte en Nueva York. Quería que la voz quedara perfecta, por lo que para prepararse escuchó cintas de Hank Azaria leyendo sus líneas de Apu, para asegurarse de que su voz realmente pareciera la de la madre de Apu. Durante el flashback de la infancia de Apu, los animadores decidieron no mostrar a Manjula, ya que querían revelarla al final del episodio.
Los productores investigaron sobre bodas hindúes, aprendieron que la flor de loto puede ser utilizada para enviar mensajes, pero la mayor parte de la información no fue "tan entretenida como los escritores esperaban", por lo que fue descartada. Steven Dean Moore, el director del episodio, averiguó sobre cada aspecto de la cultura hindú que se muestra en el episodio. Los eventos de la boda, así como los elementos, fueron tomados de ceremonias tradicionales hindúes.